# Perledo
Perledo är en ort och kommun i provinsen Lecco i regionen Lombardiet i Italien. Kommunen hade 914 invånare (2018).